# Il figlio Manuel
Pour plus de détails, voir Fiche technique et Distribution.
Il figlio Manuel (Manuel) est un film italien réalisé par Dario Albertini, sorti en 2017.

## Synopsis
Manuel vit dans un foyer pour jeunes depuis que sa mère est en prison. Désormais majeur, il quitte cet endroit et se trouve confronté aux difficultés de la vie, errant dans la banlieue de Rome. Néanmoins, il fait le maximum pour devenir un adulte responsable afin de prouver aux autorités qu'il peut fournir une résidence à sa mère à sa sortie conditionnelle de prison.

## Fiche technique
- Titre français : Il figlio Manuel
- Réalisation : Dario Albertini
- Scénario : Dario Albertini, Simone Ranucci
- Photographie : Giuseppe Maio
- Montage :  Sarah McTeigue
- Musique : Dario Albertini
- Décors : Alessandra Ricci
- Costumes : Virginia Barone
- Pays d'origine :  Italie
- Distribution : Le Pacte
- Genre : drame
- Durée : 97 minutes
- Date de sortie :
  -  Italie : 7 septembre 2017
  -  France : 7 mars 2018[2]

## Distribution
- Andrea Lattanzi : Manuel
- Francesca Antonelli (it) : Veronica, la mère de Manuel
- Raffaella Rea (it) : Marzia, une éducatrice
- Giulia Elettra Gorietti : Francesca
- Alessandra Scirdi : Nunzia, une éducatrice
- Monica Carpanese : l'assistante sociale
- Renato Scarpa : Sor Attilio
- Luciano Miele : Maître Marone, l'avocat
- Alessandro Di Carlo : Elpidio
- Frankino Murgia : Frankino
- Alessandro Sardelli : Robertino
- Manuel Rulli : Giordano
- Loretta Rossi Stuart : la femme d'Elpidio
- Manuela Ruiu : la prostituée
- Giuseppe Leonetti : Don Marcello
- Loredana Carrera : la religieuse
- Giulio Boranek : Erol

## Sortie

### Accueil critique
En France, le site Allociné recense une moyenne des critiques presse de 3,3/5, et des critiques spectateurs à 3,3/5.

## Distinction
- 2017 : Antigone d’Or au Festival du cinéma méditerranéen de Montpellier 2017[4].